# Ступки (Тернопольская область)
Ступки (укр. Ступки) — село в Байковецкой сельской общине Тернопольского района Тернопольской области Украины.
Население по переписи 2001 года составляло 684 человека. Почтовый индекс — 47710. Телефонный код — 352.